# بلويران
بلويران (بالتركية: Belören)‏ هي بلدة تابعة لمديرية كولباشي في محافظة أديامان في تركيا. بلغ عدد سكانها 2015 نسمة في عام 2021 ويسكنها السنة والعلويون من الأتراك.